# رابین بنوی
رابین بنوی (به انگلیسی: Robin Benway) یک نویسنده از اورنج کانتی ایالات متحده آمریکا است.
او در دو دانشگاه دانشگاه نیویورک،
دانشگاه کالیفرنیا، لس‌آنجلس تحصیل کرده‌است و بیشتر به عنوان نویسنده رمان‌های سبک جوان بزرگسال، مانند آدری، صبر کن! (۲۰۰۸) و اسرار فوق‌العاده آوریل، می و ژوئن (۲۰۱۰). شناخته می‌شود. کتاب او به نام دور از درخت در سال ۲۰۱۷ برنده جایزه کتاب ملی در بخش ادبیات جوانان شد.

## کتاب‌ها[۱۱]
- ۲۰۱۷: دور از درخت
- ۲۰۱۵: امی و الیور
- ۲۰۱۴: رفتن یاغی
- ۲۰۱۳: همچنین به عنوان شناخته شده
- ۲۰۱۰: اسرار فوق‌العاده آوریل، می و ژوئن
- ۲۰۰۸: آدری، صبر کن!